# Azur estival
Celastrina neglecta
Espèce
L'Azur estival (Celastrina neglecta) est un insecte lépidoptère de la famille des Lycaenidae, de la sous-famille des Polyommatinae, du genre Celastrina.

## Dénominations
Celastrina neglecta a été nommé par Edwards en 1862.
Synonyme :Lycaena neglecta Edwards, 1862; Cyaniris ladon neglecta ; Dyar, 1903.

### Noms vernaculaires
L'Azur estival se nomme en anglais Summer Azure.

## Description
L'Azur estival est un petit papillon d'une envergure de 23 à 29 mm, de couleur bleu violet pâle saupoudré de blanc qui présence un dimorphisme sexuel : le dessus chez le mâle présente uniquement une fine bordure marron ou gris foncé aux antérieures alors que chez la femelle la bordure est très large couvrant le tiers externe et le bord costal et que les postérieures présentent une ligne submarginale de taches marron.
Le revers est gris pâle, orné de petites marques noires et d'une fine ligne submarginale en zigzag aux antérieures,

### Chenille
Les chenilles, vertes, parfois brun jaunâtre ou brun rougeâtre, sont ornées d'une bande plus foncée sur le milieu du dos

## Biologie

### Période de vol et hivernation
Il vole en deux ou trois générations de mi-juin à début septembre.
Il hiverne au stade nymphal.

### Plantes hôtes
Les plantes hôtes de sa chenille sont des cornouillers (Cornus), des spirées (Spiraea), des viornes Viburnum et le céanothe d'Amérique Ceanothus americanus.

## Écologie et distribution
L'Azur estival est présent dans tout le centre et l'est de l'Amérique du Nord, dans tout le sud du Canada du sud de la Saskatchewan à la Nouvelle-Écosse et aux États-Unis dans tout le centre et l'est, la limite se trouvant dans l'est du Montana, du Wyoming, du Colorado, de l'Oklahoma et du Texas,.

### Biotope
Ses habitats sont variés : champs, bois clairs, jardins, bords de routes.

### Protection
Pas de statut de protection particulier.